# Álvaro Martínez-Echevarría
Álvaro Martínez-Echevarría y García de Dueñas (Madrid, 1960) es jurista y alto directivo español. Es director del Instituto de Estudios Bursátiles (IEB),y miembro de la Academia Mexicana de Derecho Internacional.  

## Biografía
Martínez-Echevarría es doctor en Derecho por la Universidad Complutense de Madrid (UCM). En 2016, leyó su tesis en el departamento de Filosofía del derecho, moral y política con el título “Sentido nacional y patología nacionalista".  
Tras licenciarse en Derecho (1982) fue letrado de la asesoría jurídica del Banco de Crédito Agrícola, entidad pública que en 1991 se incorporó a Argentaria;  profesor de Derecho Civil en la Universidad San Pablo CEU (1984-94) y socio director de la sede madrileña del despacho Martínez-Echevarría Abogados entre 1989 y 1993.
En 1995, se incorporó a la dirección general del Instituto de Estudios Bursátiles (IEB) tras el fallecimiento de su padre, Benito Martínez-Echevarría, quien había sido su fundador. A partir de 2003 el IEB logró alianzas internacionales con instituciones académicas de prestigio como London School of Economics, Wharton School, Chinese University of Hong Kong, Fordham University, y Bayes Business School.
Ha sido representante de Europa en el Consejo Latinoamericano de Escuelas de Administración de Empresas (CLADEA, 2013-2016), y consejero académico del Barna Business School.
Martínez-Echevarría fomenta un tipo de formación financiera ligada a la ética y la deontología profesional, y apuesta por la necesidad de una regulación financiera global. Ante el acceso de los fondos de inversión al sector universitario y de la formación, considera que los centros educativos deben ser entidades sin ánimo de lucro para asegurar una formación de calidad.Colabora con diversos medios en la difusión de los valores objetivos y la ética en el sector financiero.
Es director del Instituto de Estudios Bursátiles, que en 2024 inauguró un nuevo campus en el distrito Aravaca-Moncloa de Madrid. Martínez-Echevarría realizó el diseño exterior e interior del edificio inspirado en las construcciones tradicionales de Oxford y Cambridge.

## Publicaciones
- Sentido Nacional y Patología Nacionalista, Tesis doctoral. Universidad Complutense de Madrid,  2016.[15]
- Rule Britannia and Rule the Brexit, Revista Forbes, 2018.[16]
- Alternativas académicas al nacionalismo, Diario El Mundo, 5 de noviembre de 2014.[17]
- La formación como fuente de riqueza, La Razón, 27 de abril, 2014.[18]
- Sacrificio ejemplaridad y después exigencia, Expansión, 28 de enero, 2012.[19]
- El equipo del Almirante Blas de Lezo, Cinco Días, 5 de diciembre, 2009.[20]
- El valor de la crisis o la crisis de los valores, El País, 10 de mayo de 2009.[21]

## Reconocimientos
- Cruz de Honor de la Orden de San Raimundo de Peñafort (2004).[2]
- Gran Cruz del Derecho la Cultura y la Paz de México.[9]
- Doctor honoris causa por la Academia Mexicana de Derecho Internacional (2011).[22]